# Linda Kisabaka
Linda Kisabaka, född den 9 april 1969, är en tysk före detta friidrottare som tävlade i medeldistanslöpning.
Kisabaka blev bronsmedaljör på 400 meter vid junior-EM 1987. Som senior tävlade hon främst på 800 meter. Hennes främsta merit kom från Olympiska sommarspelen 1996 där hon tillsammans med Uta Rohländer, Anja Rücker och Grit Breuer blev bronsmedaljörer på 4 x 400 meter.

## Personligt rekord
- 800 meter - 1.58,24